# Claus Berg

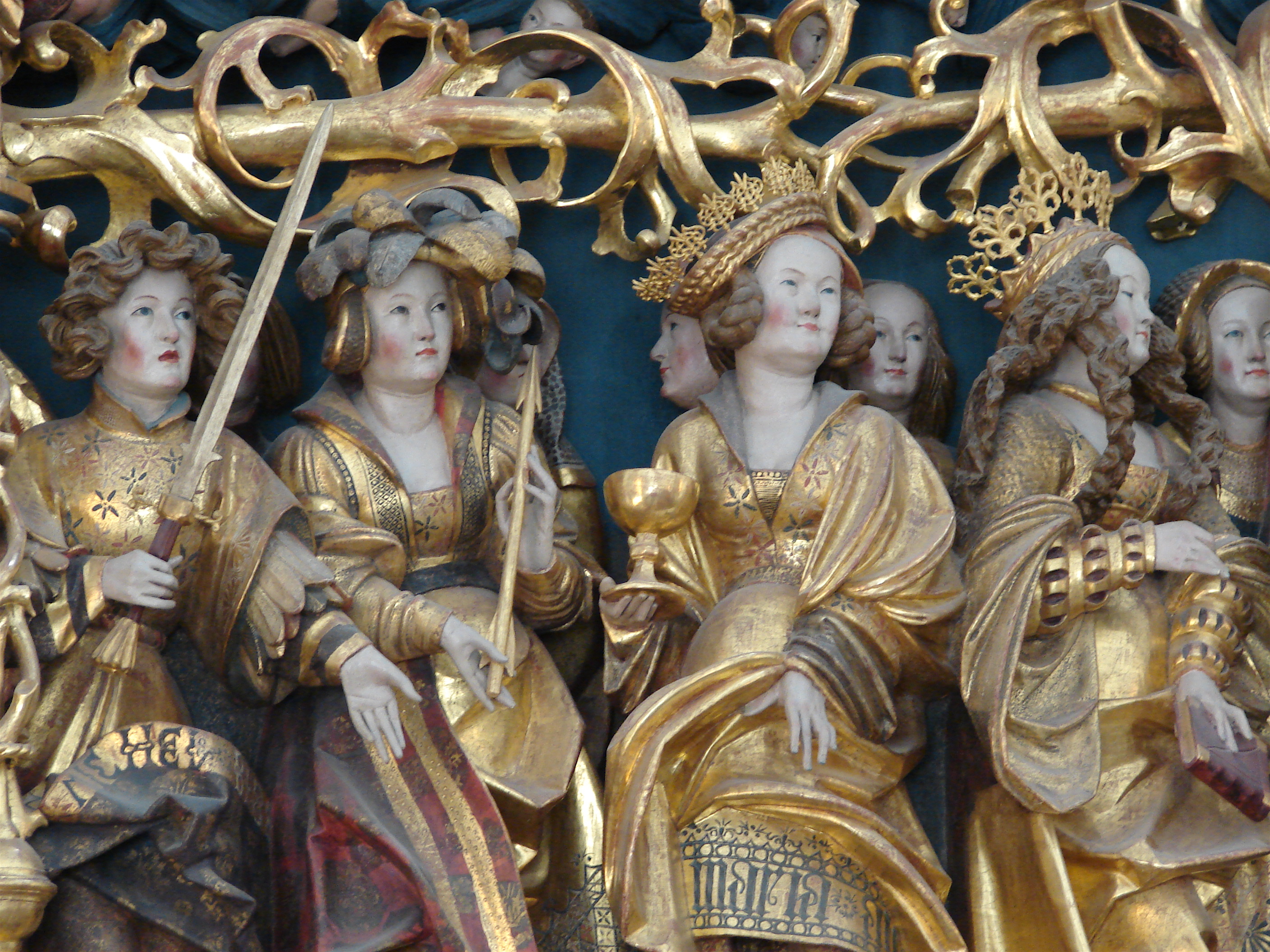
Claus Berg: Retablo de la Catedral de Odense (detalle)

Claus Berg (ca. 1470 – ca. 1532) fue un escultor y pintor alemán recordado por su taller en Odense y su trabajo decorativo en iglesias danesas, especialmente retablos y crucifijos. Su mejor obra, el retablo que ahora se encuentra en la catedral de Odense, fue diseñado a petición de la Reina Cristina para la iglesia de la abadía franciscana de Gråbrødre ( Gråbrødre Klosterkirke ) que había elegido como lugar de enterramiento para su esposo, el rey Juan, y para ella misma.

## Biografía
Nacido en Lübeck, en el norte de Alemania, Berg posiblemente trabajó primero como escultor en el taller de Veit Stoss en Núremberg. Fue invitado a Dinamarca por la reina Cristina, a la que llegó hacia 1504 para dirigir el taller de Odense, uno de los más importantes de Europa en aquella época, donde coordinó el trabajo de sus doce ayudantes hasta 1532. La reina se ocupó mucho de él, dándole Apostelgården, una granja cercana, como hogar y, según algunos relatos, proporcionándole la compañía de una de sus doncellas como esposa. En 1507 se le menciona como ciudadano de Odense y en 1508 y 1510 como pintor en las cuentas de la reina. El coro decorado de la iglesia de Gråbrødre de Odense, especialmente el retablo que puede verse ahora en la catedral de Odense, es la única obra que puede atribuirse directamente a Berg. Parece que se realizó a petición de la reina, que deseaba preparar la iglesia de Gråbrødre, ya demolida, como lugar de enterramiento de su marido y de ella misma. Otras obras se le han atribuido por su estilo, como el retablo de Sanderum.
El hijo de Berg, Frants Berg (1504-1591), cuya madrina fue la reina Cristina, llegó a ser sacerdote en la iglesia de San Nicolás en Copenhague y más tarde obispo de Oslo.

## Obras

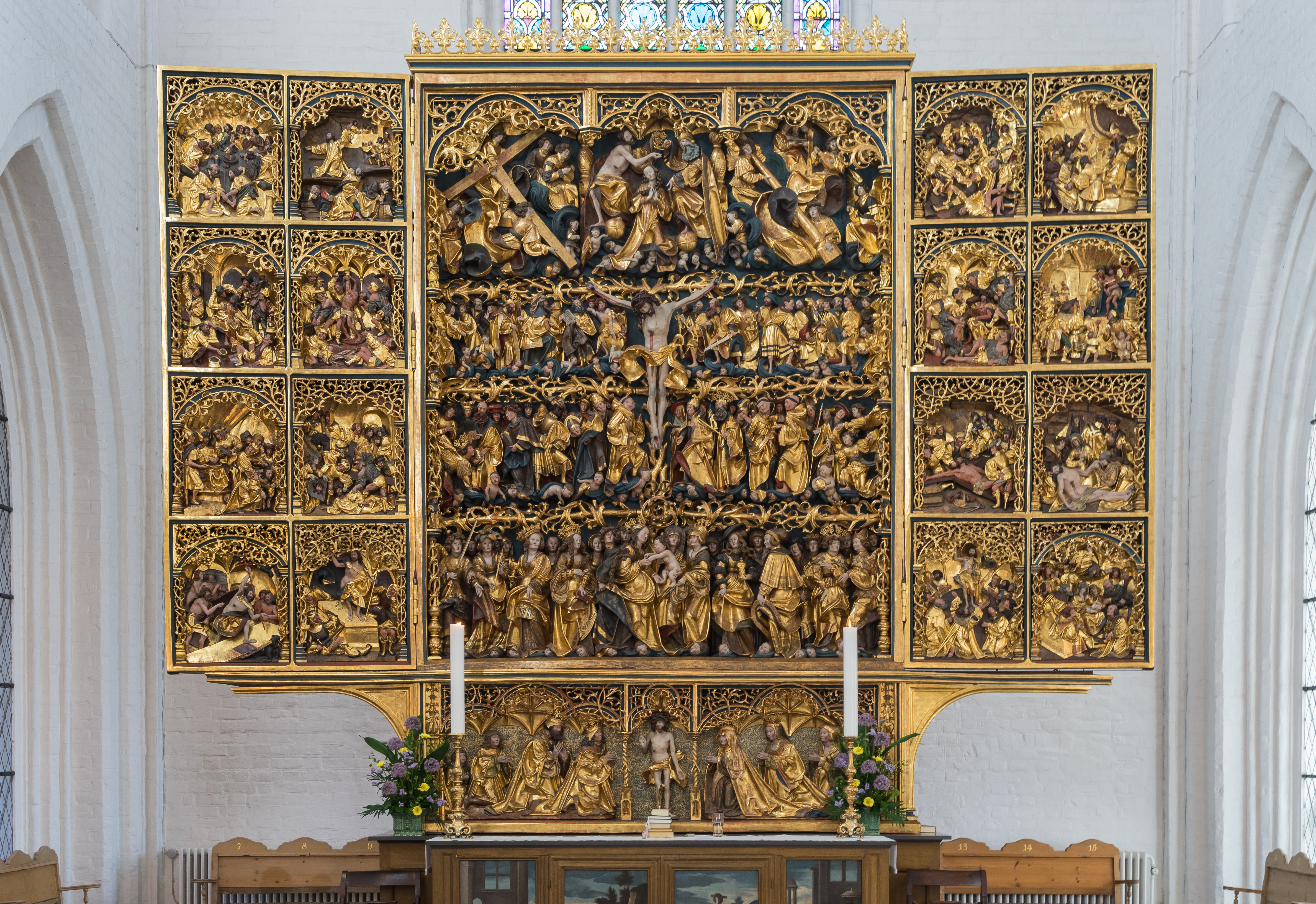
Claus Berg: Retablo de la Catedral de Odense

El retablo de la iglesia de Gråbrødre, actualmente en la catedral de Odense, se terminó probablemente tras la muerte de la reina Catalina en 1521. De 3,75 metros de altura, el tríptico de roble tallado representa los temas tradicionales, aunque inusualmente interconectados, de la crucifixión, la pasión y la coronación de María. La parte central muestra a Jesús crucificado en el árbol de la vida, rodeado de apóstoles y personajes bíblicos e históricos, con Francisco de Asís a sus pies. Arriba, María es coronada reina del cielo rodeada de ángeles resplandecientes. Abajo, Santa Ana aparece con el niño Jesús y su madre María. Las alas laterales presentan la Pasión, desde la Última Cena hasta la Ascensión, con los apóstoles en Pentecostés en la parte inferior derecha. La base muestra a miembros de la familia real, como el rey Cristián II, el rey Juan y su esposa, la reina Cristina, ahora vestida de viuda. El estilo indica conexiones con el arte del sur de Alemania, caracterizado por el aspecto realista y plástico de las figuras, probablemente inspirado en Alberto Durero de Núremberg. Los trabajos de restauración realizados entre 1973 y 1986 mostraron que el retablo consistía en un esqueleto básico tallado que luego fue dorado y pintado. Alrededor del 90% de la obra original se conservó bajo varias capas de revestimiento posterior.
Otras obras atribuidas a Berg son los retablos de la iglesia de Bregninge, en Ærø, de la iglesia de Sanderum, cerca de Odense, y de la iglesia de Nuestra Señora de Aarhus, así como los crucifijos de las iglesias de Asperup y Vindinge, en Funen, y de la iglesia de Sorø (1527). El taller de Berg también produjo relieves en piedra caliza, así como lápidas para el rey Juan en la catedral de Odense (originalmente en la iglesia de Gråbrødre) y para el obispo Ivan Munk en la catedral de Nuestra Señora de Ribe.
En Alemania, las obras atribuidas a Berg incluyen la Virgen (1500) en el Museo St. Annen de Lübeck y las figuras del apóstol en la Catedral de Güstrow (ca. 1530).